# 오토구로 에리
오토구로 에리(乙黒えり, 1982년 10월 12일 ~ )는 일본의 배우이다.

## 출연작

### 드라마
- 2006년 《마법전사 유캔도》 나카자키 이치코 역